# Пфеффер, Джеффри
Джеффри Пфеффер (англ. Jeffrey Pfeffer; род. 23 июля 1946, Сент-Луис, Миссури) — американский учёный, теоретик бизнеса и профессор организационного поведения в школе бизнеса Стэнфордского университета. Пфеффер считается одним из наиболее влиятельных мыслителей мира в сфере менеджмента.

## Биография
Пфеффер окончил бакалавриат и магистратуру в университете Карнеги-Меллон и получил докторскую степень в Стэнфордском университете.
Пфеффер преподает в Стэнфордском университете с 1979 года. На протяжении своей карьеры он также преподавал в Университете Иллинойса, Гарвардском университете, Калифорнийском Университете в Беркли и Лондонской школе бизнеса.
Пфеффер опубликовал более 150 статей и 15 книг, посвященных вопросам власти в организациях, техникам менеджмента, основанным на доказательной базе, и теории ресурсо-зависимости, которую он сформулировал в своей работе 1978 года совместно с Геральдом Р. Саланчиком.
Джеффри Пфеффер вошел в списки наиболее влиятельных бизнес-мыслителей мира по версии Accenture и Thinkers50. Он также получил награду имени Ричарда Д. Ирвина за свои исследования в области менеджмента.

## Избранные публикации
- 1978. The External Control of Organizations: A Resource Dependence Perspective. with Gerald R. Salancik. Harper & Row
- 1975. Organizational Design (A H M Publications, 1975)
- 1981. Power in Organizations (HarperCollins, 1981)
- 1982. Organizations and Organization Theory (HarperCollins, 1982)
- 1992. Managing with Power: Politics and Influence in Organizations (Harvard Business School Press, 1992)
- 1994. Competitive Advantage Through People: Unleashing the Power of the Work Force (Reed Business Information, 1994)
- 1997. New Directions for Organization Theory: Problems and Prospects (Oxford University Press USA, 1997)
- 1998. The Human Equation: Building Profits by Putting People First (Harvard Business School Press, 1998)
- 2000. The Knowing-Doing Gap: How Smart Companies Turn Knowledge into Action. With Robert I. Sutton (Harvard Business School Press, 2000)
- 2000. Hidden Value: How Great Companies Achieve Extraordinary Results with Ordinary People With Charles A. O'Reilly III (Harvard Business School Press, 2000)
- 2006. Hard Facts, Dangerous Half-Truths, and Total Nonsense: Profiting from Evidence-Based Management With Robert I. Sutton (Harvard Business School Press, 2006)
- 2007. What Were They Thinking: Unconventional Wisdom About Management (Harvard Business School Press, 2007)
- 2010. Power: Why Some People Have It and Others Don’t (HarperBusiness, 2010)
- 2015. Leadership BS: Fixing Workplaces and Careers One Truth at a Time (HarperBusiness, 2015).
- Pfeffer, Jeffrey. Dying for a Paycheck: Why the American Way of Business Is Injurious to People and Companies (англ.). — New York: HarperCollins, 2018. — ISBN 9780062800923.

### В переводе на русский язык
- Пфеффер, Джеффри. Лидерство без вранья: Почему не стоит верить историям успеха, Альпина Паблишер, 2018
- Пфеффер, Джеффри. Власть, влияние и политика в организациях, Манн, Иванов и Фербер, 2014